# Jonatan (Tannait)
R. Jonatan war ein jüdischer Gelehrter des Altertums, wird zu den Tannaiten der dritten Generation gezählt und wirkte um die Mitte des zweiten nachchristlichen Jahrhunderts in Babylonien.
Er war einer der bedeutendsten Schüler Jischmaels und Studiengenosse und Opponent R. Joschias.
Seine Identität ist in der Forschung nicht definitiv geklärt, manche halten ihn für dieselbe Person wie Jonatan (Natan) ben Josef (oder Jose).
In der Mischna ist er nur einmal genannt, und zwar mit einem Ausspruch in den Vätersprüchen:
„Wer die Tora befolgt in seiner Armut, der wird in die Lage kommen, sie im Wohlstand zu befolgen; und wer die Tora im Wohlstand vernachlässigt, der wird dazu kommen, sie aus Armut zu vernachlässigen“ (Pirqe Abot IV, 9).